# Теремной дворец (древний)
Теремной дворец (государев двор, княжеский дворец) – утраченный комплекс великокняжеской (царской) усадьбы, располагавшийся в юго-западной части Московского Кремля и включавший парадные залы, жилые помещения, придворные церкви и хозяйственные службы, где изготавливали необходимую утварь, одежду, оружие, а также иные предметы. Древний теремной дворец на протяжении нескольких столетий много раз перестраивался, но неизменно сохранялось расположение и назначение, его отдельных частей.
Впервые великокняжеский дворец в Кремле упоминается во времена Ивана I Калиты (1325-1340), в связи с основанием Спасо-Преображенского монастыря. Летописец свидетельствует, что: “В лето 6838 (1330) мая 1 великий князь Иоанн заложи церковь камену близ двора своего, и монастырь оустроил ту”. О расположении княжеского двора в юго-западной части Кремля свидетельствует “Сказание о Мамаевом побоище”, где упоминается, что великая княгиня Евдокия Дмитриевна, проводив мужа князя Дмитрия Ивановича (1359-1389) на битву с татарами в 1380 году: “….взыде в златоверхний свой терем набережный и сяде на урундуце (площадка крыльца) под стрельцаты окны”. Источники называют ещё одну часть дворца, вероятно, располагавшиеся перед парадными покоями – Набережные сени. Несомненно, что эти постройки не пережили нашествие хана Тохтамыша – пожар совершенно уничтожил город, который по словам летописца: “велик и чюден и много людей в нём, кипяще богатством и славою, превзыде же грады Рустей земли честию многою”.  Московский князь  восстанавливает сожжённый и разрушенный город, отстраивает великокняжеский дворец. Здание дворца с приёмными палатами и жилыми покоями были построены из дерева. Среди деревянных построек возвышались белокаменные златоверхие соборы. Различные по высоте и объёму, украшенные росписью и резьбой, позолотой, они составляли обширный комплекс государева двора. На месте деревянной церкви Воскрешения Лазаря, по заказу вдовы Дмитрия Донского, великой княгини Евдокии возводится (1393) белокаменный храм Рождества Богородицы, в честь победы в Куликовской битве. Для украшения княжеского терема и соборных церквей, князь Василий I Дмитриевич (1389-1425) приглашает лучших мастеров. Приезжают художники из Византии, среди них и Феофан Грек. Вместе с русскими мастерами Симеоном Чёрным и Андреем Рублёвым он расписывает церкви Рождества Богородицы и Благовещения, “что на царских сенях”. Феофан Грек расписывал не только храмы, сохранились летописные сведения о том, что в хоромах великого князя “…. терем у князя великого незнаемою подписью и страннолепно подписаны….”, во дворце серпуховского князя Владимира Андреевича Храброго он также написал “саму Москву”. Княжеский двор в то время располагался между церквями Благовещения и Рождества Богородицы. Вдоль Боровицкого холма, сориентированные на Москву-реку, стояли парадные Набережные терема с башней Повалушей. В 1-й половине XV столетия больших работ в Кремле не ведётся, лишь восстанавливаются от пожаров отдельные строения. Это было время борьбы за великое княжение.
Во 2-й половине XV века, когда к власти приходит Иван III Васильевич (1462-1505), провозгласивший себя “государем всея Руси”, наступает расцвет Московии. Её упрочившееся международное положение обусловило и масштабы строительства резиденции русских правителей. В этот период приглашены работать известные итальянские мастера: Аристотель Фиораванти, Пьетро Антонио Солари, Антопион Фрязин, Марк Фрязин, Алоизио де Каркано. Итальянские и русские зодчие, создававшие Кремлёвский ансамбль, зримо подтверждают те функции, которые приняло на себя Русское государство – “Москва – третий Рим”. Женитьба Ивана III на византийской принцессе Софии Палеолог окончательно закрепило за Москвой права наследницы Константинополя. Начинают возводиться новые стены и башни столицы, огромные каменные соборы. В 1484 году великий князь “….старый свой двор деревянный велел разобрати и нача становити каменный двор”.
В ансамбле дворцовых построек традиционный хоромный принцип древнерусского гражданского зодчества сочетался с конструктивными решениями, объемами, мотивами декора, типичными для архитектуры раннего Ренессанса северной Ломбардии, откуда происходили Солари и Каркано. Среди горниц и теремов возвышалась Большая Грановитая палата. Вместе с златоглавым Благовещенским собором и находившейся между ними Средней Золотой палатой они составляли главный фасад дворца. Все здания объединялись общим переходом – Красным крыльцом, под которым был устроен арочный проезд во внутренний двор. С Соборной площади на крыльцо вели три лестницы, каждая из которых имела своё назначение. По левой лестнице, проходившей по паперти Благовещенского собора, поднимались во дворец наиболее почётные гости, и только христиане. Средняя лестница самая короткая, была предназначена для послов и торговых людей, нехристианских стран. По правой, ведущей в Святые сени, проходили только члены царской семьи.
Южное, обращённое к Москве-реке крыло составляло Набережные палаты (не сохранились, разобраны в XVIII веке). Под общей кровлей здесь объединялись два помещения – Большая палата (или Панихидная, Соборная, Столовая) и Малая  (Ответная) палата. Это было 2-х этажное здание, небольшие окна 1-го этажа обрамлялись плоскими и наличниками с треугольным завершением, полуциркульные окна 2-го этажа располагались неравномерно, в зависимости от размера и назначения помещения. Большая Набережная палата по конструкции была аналогична Грановитой палаты, её своды опирались на квадратный столп в центре. Позднее, вероятно в начале XVI века, с северной стороны Грановитой палаты была сооружена Наугольная (или Малая Золотая палата). Она соединялась переходами с помещениями государыни и с 80-х годов XVI века за ней закрепилось название Золотая Царицына палата. Все крупные палаты были близки по назначению. Грановитая и Царицына палаты – тронные залы, в них проходили важнейшие государственные приёмы. Средняя Золотая и Набережные палаты служили для приёмов, ведения переговоров с зарубежными послами, в Малой Ответной палате сообщались решения русского государя.
В комплекс Государева двора входили и деревянные постройки, в основном это были жилые покои царской семьи. Постельные покои князя располагались за Средней Золотой палатой, а покои великой княгини у церкви Рождества Богородицы. Отдельные здания дворца объединялись П-образным подклетом, образовавший внутренний двор, с запада замыкала каменная стена с Колымажной башней. Парадный внутренний двор с трех сторон был окружён открытой аркадой. Обширной была и хозяйственная часть дворца. С северо-западной стороны к нему примыкали Ситный, Кормовой, Житный и другие дворы, располагались мастерские, царские конюшни и прочие хозяйственные постройки. С возведением дворца завершилась грандиозная перестройка резиденции русских Государей.
Но ансамбль дворцовых зданий никогда не оставался неизменным. Менялись мода и вкусы, увеличивалась царская семья и в старом дворце перестраивались старые или пристраивались новые помещения. Поводом для перестройки служили частые пожары. Пожар 1547 года нанёс страшные разрушения Кремлю: “…погорели на полатах кровли и избы деревянные палат, украшенных златом, и казённый двор с царьской казною, и церковь на царском дворе у царьские казны Благовещения златоверхая... и Оружничая палата вся выгоре с воинским оружием и Постельная палата с казною выгоре вся….”. Царь Иван IV Васильевич Грозный (1530-1584) был вынужден покинуть Кремль и переехать во дворец на Воробьёвых горах, приказав чинить и восстанавливать палаты и храмы. Кремлёвский дворец был не только восстановлен, а построен с пышностью, необходимой для недавно венчавшегося на русский престол по обряду византийских императоров царя Ивана IV. При нём была заново расписана и украшена Средняя Золотая палата, построены новые помещения для царя и его 1-й жены Анастасии Романовны Захарьиной, для малолетних царевичей Ивана и Фёдора. Во внутреннем парадном дворе, при хоромах царевичей, возведена церковь Сретения. Особое впечатление на иностранцев производила убранство Средней Золотой палаты. Рафаэль Барберино, побывавший в Москве (1565) писал, что кровля палаты покрыта золотом, венчают крышу высокие ажурные гребни, фигурных флюгера и тонкие дымники, с отливов спускаются металлические резные подзоры с надписью.
На рубеже XVI-XVII веков на русском престоле сменилось несколько царей. Наиболее значимым в это время было строительство Запасного дворца, возведённого при Борисе Годунове (1598-1605), стремившемся “…царствующи богоспасаемя град Москву, яко некую невесту, преизрядною лепотою украси”.
Деревянные хоромы следующих правителей Лжедмитрия I (1605-1606) и Василия IV Ивановича Шуйского (1606-1610), построенные на крыше Запасного дворца, были разобраны вскоре после их строительства.